# Rob Garrison
Robert Scott „Rob“ Garrison (* 23. Januar 1960 in Wheeling, West Virginia; † 27. September 2019 ebenda) war ein US-amerikanischer Schauspieler.

## Leben
Garrison begann seine Karriere Ende der 1970er Jahre mit kleinen Rollen in Film und Fernsehproduktionen. Seine bekannteste Rolle spielte er 1984 an der Seite von Ralph Macchio und Pat Morita in Karate Kid. Er stellte Tommy dar, einen der Karateschüler des Cobra Kai. Auch in der Fortsetzung Karate Kid II – Entscheidung in Okinawa wirkte er mit. Tommy war zudem auch seine letzte Rolle, als Gaststar in der Fernsehserie Cobra Kai 2019.
Zwischen Mitte der 1980er und Mitte der 1990er Jahre hatte er Auftritte in zahlreichen Filmen und Fernsehserien, ohne jedoch größeren Eindruck zu hinterlassen. Nach einem Gastauftritt in Kung Fu – Im Zeichen des Drachen 1995 trat er über 15 Jahre nicht mehr als Schauspieler in Erscheinung.
Garrison starb in einem Krankenhaus in West Virginia, wo er wegen Problemen mit seinen Nieren und Leber in Behandlung war.

## Filmografie (Auswahl)

### Fernsehen
- 1987: MacGyver
- 1988: NAM – Dienst in Vietnam (Tour of Duty)
- 1989: Columbo: Tödliche Tricks (Columbo Goes to the Guillotine)
- 1995: Kung Fu – Im Zeichen des Drachen (Kung Fu – The Legend Continues)
- 2019: Cobra Kai

### Film
- 1980: Brubaker
- 1980: Prom Night – Die Nacht des Schlächters (Prom Night)
- 1984: Karate Kid (The Karate Kid)
- 1986: Der stählerne Adler (Iron Eagle)
- 1986: Karate Kid II – Entscheidung in Okinawa (The Karate Kid, Part II)